# Jakub Zakrzewski (fizyk)
Jakub Maciej Zakrzewski (ur. 11 grudnia 1957 w Krakowie) − profesor i kierownik Zakładu Optyki Atomowej w Instytucie Fizyki im. Mariana Smoluchowskiego na Uniwersytecie Jagiellońskim w Krakowie.

## Życiorys
Koncentruje się na badaniach optyki kwantowej, teorii laserów, chaosu kwantowego w systemach atomowych. W latach 1986−1988 pracował na Uniwersytecie Południowo-Kalifornijskim, a w latach 90. m.in. w Laboratoire de Spectroscopie Hertzienne de l'E.N.S. Paris a następnie w Laboratoire Kastler-Brossel. Habilitację uzyskał w roku 1990, a tytuł profesora nauk fizycznych w roku 1996.
W swojej karierze wypromował ponad 20 studentów. Był kierownikiem lub partycypował w wielu grantach naukowych finansowanych przez NCN oraz UE.
Jest synem prawnika Witolda Zakrzewskiego.

## Wybrane publikacje
- Zakrzewski, Jakub. Crystals of Time. „Physics”. 5, s. 116, 2012. DOI: 10.1103/Physics.5.116.